# Christoph Langen
Christoph Langen (ur. 27 marca 1962 w Kolonii) – niemiecki bobsleista. Reprezentujący RFN i Niemcy w latach 1985 – 2005 (jako pilot od 1991). Uczestnik czterech igrzysk olimpijskich, zdobył 4 medale w tym dwa złote (dwójki: 2002, czwórki: 1998) i dwóch brązowych (dwójki: 1992, 1998). Langen zrezygnował z uprawiania sportu po kontuzji ścięgna Achillesa, po której przeszedł dwie operacje. Chciał wrócić do kadry na Zimowe Igrzyska Olimpijskie 2006 w Turynie, jednakże kontuzja okazała się zbyt poważna. Po zakończeniu kariery zawodniczej został komentatorem telewizyjnym z zawodów bobslejowych.
Langen zdobył również 12 medali Mistrzostw Świata w tym 8 złotych (bobsleje dwójki: 1993, 1995, 1996, 2000, 2001; bobsleje czwórki: 1991 (jako hamulcowy), 1996, 2001) oraz cztery srebrne (bobsleje dwójki: 1999, 2004; bobsleje czwórki: 2000, 2004).

## Pozostałe sukcesy
- Mistrzostwa Europy dwójek: 1994, 1995, 1996, 2001, 2004
- Mistrzostwa Europy czwórek: 1996, 1999

## Życie prywatne
Langen spotykał się z Susi Erdmann, byłą niemiecką saneczkarką.